# Mzyki (Babienica)
Mzyki (niem. Mzyken) – przysiółek wsi Babienica w gminie Woźniki w powiecie lublinieckim, w województwie śląskim.
Przysiółek należy do sołectwo Babienica.
W latach 1975–1998 miejscowość położona była w województwie częstochowskim.
Wieś sąsiaduje bezpośrednio z miejscowościami Grojec w gminie Boronów oraz Babienicą. W pobliżu miejscowości znajdują się źródła Liswarty. Teren wsi położony na terenach Parku Krajobrazowego Lasów nad Górną Liswartą.

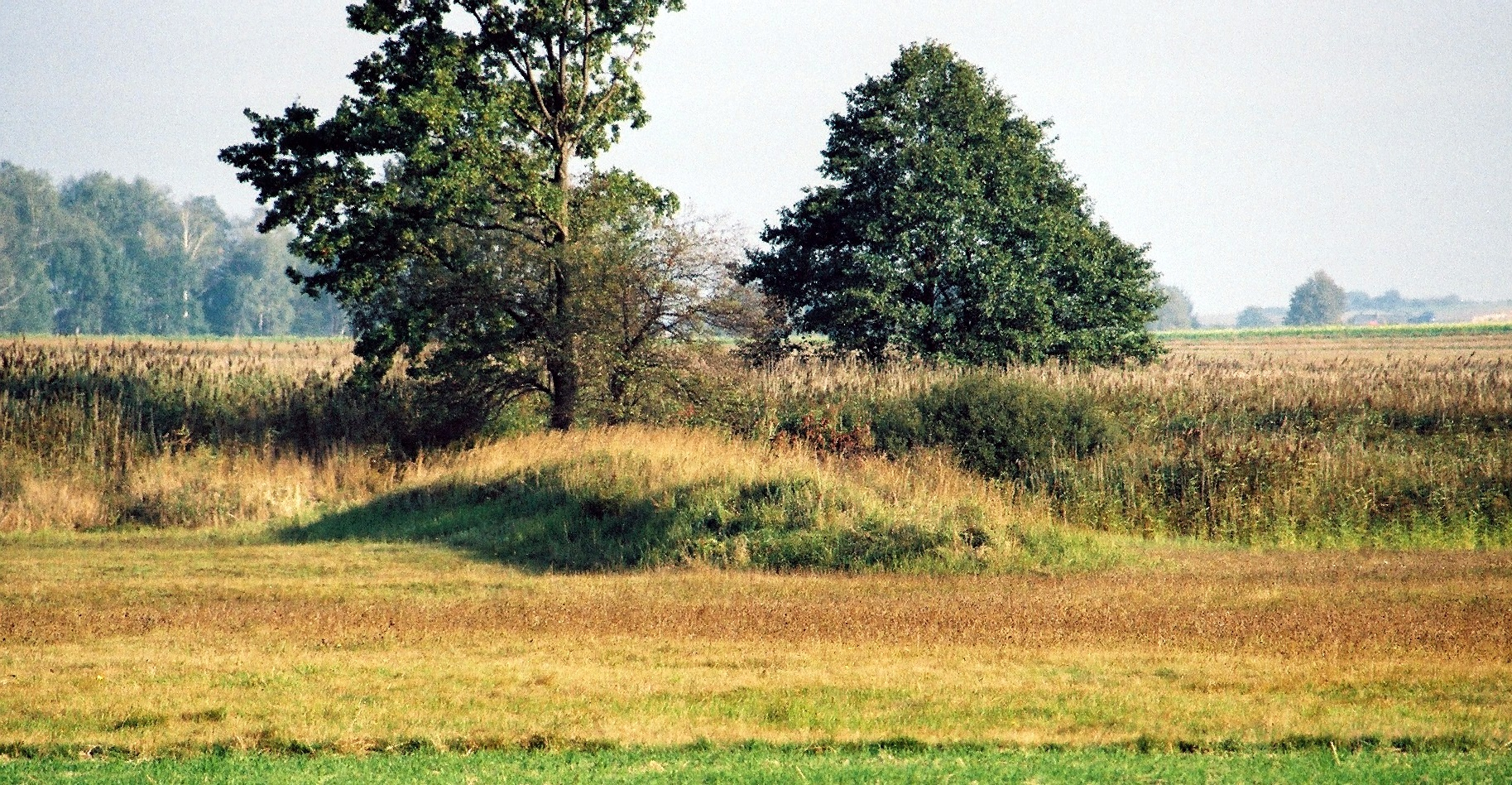
Pozostałości po jednym z wałów w pobliżu źródeł Liswarty w Mzykach